# Европейский маршрут E54
Европейский маршрут Е54 — европейский автомобильный маршрут категории А в Центральной Европе, соединяющий Париж (Франция) и Мюнхен (Германия).

## Города, через которые проходит маршрут
- Франция: Париж — Мелён — Монтро-Фо-Йонна — Санс — Труа — Бельфор —
- Швейцария: Базель —
- Германия: Райнфельден — Бад-Зекинген — Вальдсхут-Тинген —
- Швейцария: Нойхаузен-ам-Райнфалль — Шаффхаузен —
- Германия: Зинген — Штоках — Юберлинген — Фридрихсхафен — Линдау — Мемминген — Бухлоэ — Ландсберг-на-Лехе — Мюнхен

Е54 связан с маршрутами
| - E15 - E511 - E17 - E21 |  | - E25 - E35 - E41 - E43 |  | - E533 |

## Фотографии
- Е54 около Труа
- Е54 в Мюнхене
- Е54 в окрестностях Базеля